# Wesmaelius cunctatus
Wesmaelius cunctatus är en insektsart som först beskrevs av Ohm 1967.  Wesmaelius cunctatus ingår i släktet Wesmaelius och familjen florsländor. Inga underarter finns listade i Catalogue of Life.